# ایوان انتظار
مجموعه ایوان انتظار (IvanEntezar) نام سازه معماری است که زیر سطح زمین در میدان ولیعصر تهران احداث شده‌است. این بنا (جهت تسهیل عبور و مرور، استفاده از محیط شهری و خطوط مترو ساخته شده) در حدود ۴۳ هزار متر مربع زیربنا وکمی بیش از ۳۰۰۰ متر مربع مساحت فرهنگی با تعداد ۳۶ ستون استوانه‌ای به قطر ۶۵ متر ساخته شده‌است و فضای باز ایوان دارای دو مناره با ۵۰ متر قطر می‌باشد.
فضای ایوان انتظار در ۷ طبقه در زیر زمین بنا شده‌است و سطح صفر را به سطح منفی ۳۰ وصل می‌کند.
معماری این بنا سادگی، بی‌تکلفی و در عین حال خلوص و زیبایی را القاء می‌کند که این ویژگی‌ها توسط طراح این سازه برای القاء مفهوم انتظار و میدانی که با نام حضرت ولیعصر نامگذاری شده در نظر گرفته شده‌است.
بخش فرهنگی ایوان انتظار کارکرد فرهنگی داشته و برای برگزاری انواع نمایشگاه و مراسم مرتبط با فرهنگ انتظار می‌باشد.
ساخت ایوان انتظار از اوایل مهر سال ۹۴ آغاز شد و برای ساخت این پروژه ۱۷۰ هزار متر مکعب خاک برداری انجام شد و بیش از ۱۰ هزار تن میل‌گرد، ۶۶ هزار متر مکعب بتون‌ریزی و ۹۰ هزار متر مربع قالب بکار رفته‌است. این سازه دارای ۴۵ دستگاه پله برقی می‌باشد.
فضای ارتباطی دسترسی شهروندان را از میدان ولیعصر به خط ۳ مترو که بزرگراه آزادگان در جنوب غرب تهران به شهرک قائم در شمال شرق شهر متصل می‌کند امکان‌پذیر ساخته‌است، اولین کارکرد که دسترسی همزمان به خط ۶ مترو (محدوده حرم حضرت عبدالعظیم در جنوب تهران را به محله کوهسار در شمال غرب شهر متصل می‌کند) و دومین کارکرد انجام فعالیت‌های فرهنگی در این مجموعه است.
تصاویر ایوان انتظار را می‌توانید اینجا ببینید.